# آوت آوتیسیان
آوِت مارکوسی آوتیسیان (ارمنی: Ավետ Մարկոսի Ավետիսյան؛ ۱۲ نوامبر ۱۸۹۷ – ۲۹ مارس ۱۹۷۱) یک بازیگر اهل ارمنستان بود. وی بین سال‌های ۱۹۲۵ تا ۱۹۷۰ میلادی فعالیت می‌کرد.

## زندگی‌نامه
وی با نام تولد آوت مارکوسی وسکانیان (ارمنی: Ավետ Մարկոսի Ոսկանյան) در ۲۴ نوامبر [سبک قدیمی: ۱۲ نوامبر] ۱۸۹۷ در تفلیس زاده شد . وی برنده جوایزی همچون هنرمند شایسته ارمنستان شوروی، هنرمند مردمی ارمنستان شوروی، جایزه دولتی ارمنستان شوروی، هنرمند مردمی اتحاد شوروی، جایزه استالین، نشان پرچم سرخ کار و نشان لنین شد. وی در ۲۹ مارس ۱۹۷۱ در سن ۷۳ سالگی در ایروان درگذشت و در پانتئون کومیتاس که یک گورستان ارمنی ست؛ به خاک سپرده شد.

## گزیده فیلمشناسی
از فیلم‌ها یا برنامه‌های تلویزیونی که آوت آوتیسیان در آن نقش داشته‌است می‌توان به آثار زیر اشاره کرد:
- ناموس (۱۹۲۵)
- زاره (۱۹۲۷)
- خزپوش (۱۹۲۸)
- کیکوس (۱۹۳۱)
- گیکور (۱۹۳۴)
- پپو (۱۹۳۵)
- کارو (۱۹۳۷)
- زانگزور (۱۹۳۸)
- نازار شجاع (۱۹۴۰)
- آناهیت (۱۹۴۷)

## نگارخانه

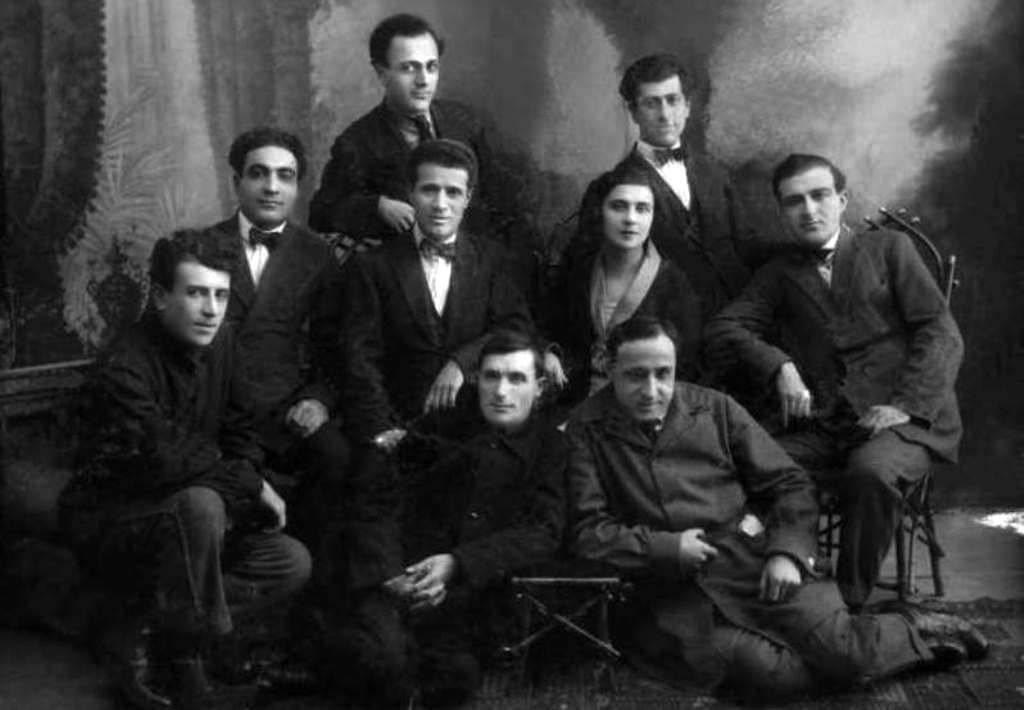
گورگن جانیبکیان، واغارش واغارشیان، آروس وسکانیان، هراچیا نرسیسیان، اوری بونیاتیان، هامبارتسوم خاچانیان، آوت آوتیسیان (۱۹۲۵)